# Тукуман (провинција)
Тукуман (шп. Tucumán) је провинција на северозападу Аргентине. Према северу се граничи са провинцијом Салта, према западу и југозападу са провинцијом Катамарка, према истоку са провинцијом Сантијаго дел Естеро.